# بخش فرزاول
بخش فرزاول (به انگلیسی: Pherzawl district) یک منطقهٔ مسکونی در هند است که در مانیپور واقع شده‌است. بخش فرزاول ۲٬۲۸۵ کیلومتر مربع مساحت و ۴۷٬۲۵۰ نفر جمعیت دارد.